# Ralph Boston
Ralph Harold Boston (* 9. Mai 1939 in Laurel, Mississippi; † 30. April 2023 in Peachtree City, Georgia) war ein US-amerikanischer Leichtathlet im Weitsprung, Olympiasieger und Weltrekordhalter.

## Sportliche Laufbahn
Ralph Boston war zunächst im Universitätssport erfolgreich. Als Student der Tennessee State University gewann er 1960 den Titel der National Collegiate Athletic Association im Weitsprung. Anschließend qualifizierte er sich erstmals für die Olympischen Spiele.
Insgesamt errang er bei drei Olympischen Spielen Medaillen. In Rom 1960 erreichte er mit 8,12 m die Goldmedaille, 1964 folgte in Tokio Silber mit 8,03 m hinter dem Briten Lynn Davies, der vier Zentimeter weiter sprang. Zu den Spielen von 1968 in Mexiko-Stadt reiste Boston als einer der beiden Weltrekordler (neben Igor Ter-Owanesjan) in der Rolle eines Favoriten an. Die Rekordweite von 8,35 m hatte er drei Jahre zuvor im kalifornischen Modesto aufgestellt. Nach dem „Jahrhundertsprung“ von Bob Beamon über 8,90 m im ersten Durchgang war klar, dass es für Boston keine Wiederholung des Erfolges von 1960 geben würde. Er erreichte mit 8,16 m Bronze hinter dem DDR-Sportler Klaus Beer, der 8,19 m weit sprang.
In die National Track and Field Hall of Fame wurde Boston 1974 aufgenommen, 1985 auch in die United States Olympic & Paralympic Hall of Fame.
Boston starb im April 2023 kurz vor seinem 84. Geburtstag in Peachtree City, Georgia.

## Weltrekorde
1960 übertraf Boston mit 8,21 m den 25 Jahre gültigen Weltrekord von Jesse Owens um 8 cm. Bis 1965 verbesserte Boston seinen Weltrekord noch fünfmal bis zur Weite von 8,35 m.